# Вердер, Бернгард Франц Вильгельм
Бернгард Франц Вильгельм фон Вердер (нем. Bernhard Franz Wilhelm von Werder; 27 февраля 1823, Потсдам — 19 марта 1907, Берлин) — прусский генерал пехоты.

## Биография
В 1866 году, во время войны с Австрией, командовал одним из гвардейских пехотных полков.
В 1869 году был послан в Петербург в качестве военного атташе и занимал эту должность до 1886 года. 26 ноября 1869 года российский император Александр II в честь столетнего юбилея ордена св. Георгия пожаловал Вердеру этот орден 4-го класса.
Во время турецкой войны 1877—1878 гг. он находился при Главной квартире государя императора.
С 1886 года занимал пост берлинского губернатора.
В 1892—1895 годах — германский посол в Петербурге.